# Ейтан Шемеулевич
Ейтан Шемеулевич (нар. 3 березня 1978) — ізраїльський футбольний арбітр, арбітр ФІФА з 2012 року.